# Semiothisa depressa
Semiothisa depressa är en fjärilsart som beskrevs av Inoue 1955. Semiothisa depressa ingår i släktet Semiothisa och familjen mätare. Inga underarter finns listade i Catalogue of Life.